# Щебальский, Пётр Карлович
Петр Карлович Щебальский (1810 — 1886) — историк и публицист, из небогатых дворян Псковской губернии.

## Биография
Петр Карлович Щебальский 2 декабря 1829 года поступил в артиллерийское училище, как тогда считали — «в службу фейерверком». 8 февраля 1830 года назначен юнкером, а с 28 февраля 1834 года произведен по экзамену прапорщиком «с состоянием по артиллерии» и приказом генерал-фельдцейхмейстера оставлен при артиллерийском училище «для окончания курса наук». По окончании училища, с 23 февраля 1836 года по 1842 год служил в гвардейской артиллерии.
За участие в дуэли был разжалован в канониры (1842); за военные подвиги на Кавказе (1842—1848) восстановлен в прежнем чине и возвращен в гвардию; заведовал дивизионной школой гвардейской артиллерии; был полициймейстером в Москве, затем назначен чиновником особых поручений при Главном управлении цензуры.
Состоял начальником Сувалкской и Варшавской учебных дирекций.
С 1883 по 1886 год Щебальский работал редактором «Варшавского дневника».228